# BNS Nishan
BNS Nishan là một tàu chiến lớp Durjoy của Hải quân Bangladesh. Tàu được đưa ra vào ngày 15 tháng 3 năm 2017.

## Nghề nghiệp
Con tàu được đưa ra vào ngày 15 tháng 3 năm 2017.

## Thiết kế
BNS Nishan có chiều dài 64,2 mét (211 ft), rộng 9 mét (30 ft), độ mớn nước 5,25 mét (17,2 ft) và tải trọng 648 tấn. Con tàu có Bulbous bow cho thấy nó rất ổn định ở các nước biển nặng. Nó có tốc độ và phạm vi để hỗ trợ nhiệm vụ lâu dài. Các LPC được cung cấp bởi ba Pielstick diesels lái xe ba ốc vít cho một tốc độ hàng đầu 25 hải lý trên giờ (46 km/h; 29 mph). Phạm vi của con tàu là 2.000 hải lý (3.700 km; 2.300 mi) và độ bền là 15 ngày. Nó có một lời khen của 70 đội. Cô chủ yếu được sử dụng làm tàu chiến Tàu ngầm chống tàu ngầm.

### Điện tử
Cảm biến chính của con tàu là radar dò tìm bề mặt và không khí "SR47AG". Nó mang radar 'TR47C' của Trung Quốc được sử dụng làm radar theo dõi. Đối với Danh mục chính, tàu chiến sử dụng radar 'JMA 3336' của Nhật. Để giúp radar điều hướng, radar đồ thị 'Vision Master' được sử dụng. Tàu có  sonar vòm cung ESS-2B  với phạm vi hiệu quả về8.000 mét (26.000 ft) để phát hiện dưới nước.

### Vũ khí
LPC sử dụng một khẩu súng lục đạn đơn 76.2mm 'NG 16-1' của Trung Quốc làm vũ khí chính. Bên cạnh đó, cô có một  CS / AN2  30mm single-barrel súng gắn trên tàu được sử dụng làm vũ khí phụ. Con tàu này đã được thực hiện cho vai trò ASW chuyên dụng. Cô được trang bị hai ống phóng ngư lôi ba lần cho ngư lôi "TCU 24A".